# 크리스 드레야
크리스 드레야(Chris Dreja, 1945년 11월 11일 ~ )는 영국의 음악가로, 리듬 기타리스트이자 야드버즈의 베이시스트로 가장 잘 알려져 있다.